# Октябрьская улица (Казань)
Октябрьская улица (тат. Октябрь урамы, Oktäber uramı) — улица в Ново-Савиновском районе Казани. Названа в честь октября — месяца вооружённого восстания в 1917 году.

## География
Начинаясь от улицы Восстания, пересекает улицу Гагарина и заканчивается пересечением с улицей Воровского. Ближайшие параллельные улицы — Ибрагимова, посёлок Воровского, Короленко.

## История
Улица возникла во второй половине 1950-х годов как безымянная улица между кварталами № 4 и 5 Ленинского района; решением горсовета № 481 от 2 июля 1958 года улице было присвоено современное название.
Почти вся застройка улицы относится к периоду конца 1950-х — начала 1960-х годов; большинство этих домов принадлежали различным предприятиям, в основном, расположенным в Ленинском районе.
С момента образования входила в состав Ленинского района, с 1994 года — в Ново-Савиновском районе.

## Транспорт
Общественный транспорт по улице не ходит. Ближайшие остановки общественного транспорта — «Октябрьская» на улице Гагарина. Ближайшая станция метро — «Северный вокзал».

## Объекты
- № 1 — жилой дом треста «Казаньхимстрой»[тат.][8]. В советское время в этом доме располагался один из отделов ПКБ института «Гидронефтеспецмонтаж», станция скорой и неотложной помощи Ленинского района и детская библиотека № 10[9].
- № 3, 3а, 5, 5а — жилые дома треста «Гидроспецстрой»[тат.][10].
- № 3б — детский сад № 315 «Елочка» (бывший ведомственный треста «Гидроспецстрой»)[9].
- № 8, 12 — жилые дома завода оргсинтеза[11].
  - № 8 — в этом здании размещалось управление треста «Строймеханизация-3»[9].
- № 10а — детский сад № 254 (филиал, ранее детский сад № 122 «Веселинка»)[9].
- № 15 — жилой дом моторостроительного завода[12].
- № 16 — жилой дом КГБ ТАССР[13].
- № 17а — детский сад № 250 «Колокольчик» (филиал, бывший ведомственный моторостроительного завода)[14].
- № 20, 22, 24, 28, 38 — жилые дома стройтреста № 1[тат.][15][11][16].
  - № 20 — в этом доме в 1960-е годы находился филиал детского сада № 18[17].
  - № 38 — общежитие стройтреста № 1. В советское время здесь находилась ЖЭУ-16[9]. Кроме того, в 1960-е — 1970-е годы на время выборов в районный и городской советы располагался избирательный участок[18][19].
- № 21, 36, 40, 42, 44, 46 — жилые дома завода радиокомпонентов[12].
  - № 23б — в этом здании находился детский № 208 «Ласточка» завода радиокомпонентов[9][14]. После пожара в этом здании с 2003 его занимала частная школа, затем — школа № 30[20].
- № 21а, 21б — бывшие общежития Министерства бытового обслуживания ТАССР.[21][22]
- № 25 — в этом здании в советское время размещалось управление треста «Татремстрой»; в 1990-е — 2000-е центральный офис торгового дома «Татарстан»[9][23].
- № 34 — детский сад № 154 «Здоровье» (снесён).
- № 48, 50 — жилые дома авиазавода[12].